# Resolutie 1 Algemene Vergadering Verenigde Naties
Resolutie 1 van de Algemene Vergadering van de Verenigde Naties was de eerste resolutie van dit orgaan van de Verenigde Naties. De resolutie werd aangenomen op de zeventiende vergadering op 24 januari 1946.

## Inhoud
De Algemene Vergadering van de VN besliste een commissie op te richten om de problemen ontstaan door de ontdekking van atoomenergie en verwante zaken aan te pakken met volgende samenstelling en bevoegdheden:
1. Oprichting van de commissie:
Bij deze is de commissie opgericht volgens de bepalingen in sectie °5 hieronder.
2. Relatie van de commissie met de organen van de VN:
a. De commissie zal haar rapporten en aanbevelingen indienen bij de VN-Veiligheidsraad. Die zal ze, tenzij dit nadelig is, publiceren en wanneer aangewezen overmaken aan de Algemene Vergadering, de VN-lidstaten en andere organen van de VN-structuur.
b. De Veiligheidsraad (verantwoordelijk voor de wereldvrede en -veiligheid) mag de commissie instructies geven in zaken die de veiligheid aangaan. In dit geval moet de commissie zich verantwoorden aan de Veiligheidsraad.
3. Samenstelling van de commissie:
De commissie zal bestaan uit één vertegenwoordiger van elk lid van de Veiligheidsraad (15 leden waarvan 5 permanent) plus Canada wanneer dit land geen lid is van de Veiligheidsraad.
4. Procedureregels:
De commissie mag zelf naar believen personeel aanwerven en procedures voor haar werking voorstellen aan de Veiligheidsraad die ze moet goedkeuren.
5. Bestek en voorwaarden van de commissie:
De commissie zal zo snel mogelijk van start gaan en regelmatig aanbevelingen doen, in het bijzonder over de:
a. Verstrekking van wetenschappelijke informatie voor vreedzame doeleinden aan alle landen.
b. Controle op kernenergie zodat deze enkel vreedzaam kan gebruikt worden.
c. Verwijdering van alle kernwapens en massavernietigingswapens.
d. Installatie van beveiligingen zoals inspecties om de landen te beschermen tegen misbruiken.
Het werk van de commissie moet in stappen verlopen. Na elke stap moet voldoende vertrouwen opgebouwd worden in de wereld alvorens de volgende te beginnen.
De commissie mag de bevoegdheden van de andere VN-organen niet schenden maar moet aanbevelingen doen aan die organen.

Lijst ·  1 ·  2 ·  3 ·  4 ·  5 ·  6 ·  7 ·  8 ·  9 ·  10 ·  11 ·  12 ·  13 ·  14 ·  15 ·  16 ·  17 ·  18 ·  19 ·  20 ·  21 ·  22 ·  23 ·  24 ·  25 ·  26 ·  27 ·  28 ·  29 ·  30 ·  31 ·  32 ·  33 ·  34 ·  35 ·  36 ·  37 ·  38 ·  39 ·  40 ·  41 ·  42 ·  43 ·  44 ·  45 ·  46 ·  47 ·  48 ·  49 ·  50 ·  51 ·  52 ·  53 ·  54 ·  55 ·  56 ·  57 ·  58 ·  59 ·  60 ·  61 ·  62 ·  63 ·  64 ·  65 ·  66 ·  67 ·  68 ·  69 ·  70 ·  71 ·  72 ·  73 ·  74 ·  75 ·  76 ·  77 ·  78 ·  79 ·  80 ·  81 ·  82 ·  83 ·  84 ·  85 ·  86 ·  87 ·  88 ·  89 ·  90 ·  91 ·  92 ·  93 ·  94 ·  95 ·  96 ·  97 ·  98 ·  99 ·  100 ·  101 ·  102 ·  103